# Strømmens Værksted

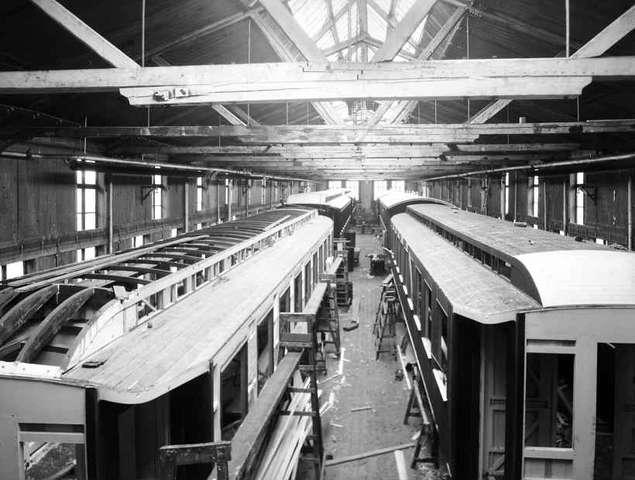
Bau von Reisezugwagen mit Holzkasten (1924)

Strømmens Værksted war ein norwegisches Waggonbau-Unternehmen und ehemaliger Automobilhersteller.

## Unternehmensgeschichte
Das Unternehmen AS Strømmens Værksted aus Strømmen wurde 1873 als Stahlwerk gegründet und begann 1933 mit der Produktion von Automobilen, die als Strømmen vermarktet wurden. 1936 wurde die Produktion eigener Modelle eingestellt. Zwischen 1933 und 1940 wurden auch Fahrzeuge nach Lizenz von Dodge gefertigt und unter dem Markennamen Strømmen-Dodge angeboten. 1970 wurde der Stahlbereich (Strømmen Stål A/S) abgespalten. 1978 wurde Strømmens Værksted von Norsk Elektrisk & Brown Boveri (NEBB) übernommen, ging 1988 an ABB, 1996 an Adtranz und 2001 an Bombardier Transportation.

## Kraftfahrzeuge
Zwischen 1933 und 1936 entstanden große Fahrzeuge auf Basis von Dodge. Die Fahrzeuge mit verlängertem Radstand boten in der Karosserieform viertürige Limousine sieben Sitze.

## Schienenfahrzeuge
Strømmens Værksted war an der Entwicklung und Fertigung zahlreicher Schienenfahrzeuge der Norges Statsbaner und der Oslo T-bane beteiligt. Zu den Produkten gehören die Triebwagenbaureihen Cmb14, Cmb17a, 69, 71, 73, 86, 87, 88, 91 und 93, die Lokomotiven Ea 1, Sk 1 und El 18, die Reisezugwagentypen B3, B5, B7 und der Zug des norwegischen Königshauses, die U-Bahn-Züge T1–T4 und T5–T8 sowie die Osloer Straßenbahn SL79.